# Luc Lamon
Luc Lamon (Oudenaarde, 23 augustus 1951 – Horebeke, 8 augustus 2016) was een Belgisch sportjournalist en schrijver.

## Biografie
Lamon begon zijn journalistieke carrière in 1985 als redacteur -later eindredacteur- bij Weekblad PLUS, een verkocht weekblad van de advertentiegroep AZ. Eind 1997, bij de verkoop van AZ aan de VUM-groep en de stopzetting van PLUS, verkaste Luc Lamon als sportjournalist naar Het Nieuwsblad.Hier deed hij als eerste een interview met Peter Mariën, de Belgische voetbalhistoricus die zijn eerste boek uitbracht in 2000. Na een tweetal jaar ging hij aan de slag als wielersportjournalist bij de Gazet van Antwerpen en specialiseerde er zich o.a. in het veldrijden. Hij was als persverantwoordelijke ook een bezieler van de Koppenbergcross. Sinds 1995 publiceerde hij ook wielersportboeken. In 2015 kwam zijn laatste boek uit: Het veld van eer, hij was toen al ziek. Lamon overleed in 2016 op 64-jarige leeftijd.